# 田中信行
田中 信行（たなか のぶゆき、1927年 - ）は、日本映画の録音技師。東京都出身。東宝映画所属。
なお、第5回インディーズムービー・フェスティバルで受賞した映画監督の田中信行とは、同姓同名の別人である。

## 代表作

### 映画
| 公開年月日 | 公開年月日 | 作品名                                  | 制作（配給）                                                       | 役職     |
| ---------- | ---------- | --------------------------------------- | ------------------------------------------------------------------ | -------- |
| 1953年     | 3月26日    | ひまわり娘                              | 東宝                                                               | 録音助手 |
| 1953年     | 5月14日    | 愛情について                            | 東宝                                                               | 録音助手 |
| 1953年     | 10月7日    | 誘蛾燈                                  | 東宝                                                               | 録音助手 |
| 1954年     | 6月15日    | 魔子恐るべし                            | 東宝                                                               | 録音助手 |
| 1954年     | 11月3日    | ゴジラ                                  | 東宝                                                               | 録音助手 |
| 1955年     | 1月15日    | 浮雲                                    | 東宝                                                               | 録音助手 |
| 1958年     | 6月15日    | 俺にまかせろ                            | 東宝                                                               | 録音助手 |
| 1960年     | 4月10日    | 電送人間                                | 東宝                                                               | 録音助手 |
| 1961年     | 10月8日    | 世界大戦争                              | 東宝                                                               | 録音助手 |
| 1962年     | 5月22日    | 女性自身                                | 東宝                                                               | 録音助手 |
| 1963年     | 2月16日    | にっぽん実話時代                        | 東宝                                                               | 録音助手 |
| 1963年     | 12月22日   | 香港クレージー作戦                      | 東宝                                                               | 録音助手 |
| 1968年     | 4月10日    | ザ・タイガース 世界はボクらを待っている | 東宝 渡辺プロダクション （東宝）                                   | 録音助手 |
| 1969年     | 6月14日    | 死ぬにはまだ早い                        | 東宝                                                               | 録音     |
| 1969年     | 7月12日    | ニュージーランドの若大将                | 東宝                                                               | 録音     |
| 1971年     | 4月1日     | 二人だけの朝                            | 三船プロダクション （東宝）                                        | 録音     |
| 1972年     | 9月2日     | 恋の夏                                  | 東宝映画 （東宝）                                                  | 録音     |
| 1975年     | 3月21日    | 雨のアムステルダム                      | 東宝映像 渡辺プロダクション （東宝）                               | 録音     |
| 1975年     | 8月9日     | 青い山脈                                | 東宝映画                                                           | 録音     |
| 1976年     | 1月17日    | おしゃれ大作戦                          | 東宝映画                                                           | 録音     |
| 1976年     | 10月2日    | 大空のサムライ                          | 東宝映画                                                           | 録音     |
| 1976年     | 12月25日   | 恋の空中ぶらんこ                        | 東宝映画                                                           | 録音     |
| 1977年     | 4月2日     | 悪魔の手毬唄                            | 東宝映画                                                           | 録音     |
| 1977年     | 10月29日   | 姿三四郎                                | 東宝映画                                                           | 録音     |
| 1978年     | 10月7日    | ダイナマイトどんどん                    | 大映 （東映）                                                      | 録音     |
| 1978年     | 11月23日   | ブルークリスマス                        | 東宝映画 （東宝）                                                  | 録音     |
| 1979年     | 11月3日    | 英霊たちの応援歌                        | テレビ東京 （東宝）                                                | 録音     |
| 1979年     | 11月3日    | 神様なぜ愛にも国境があるの              | 東宝映画 （東宝）                                                  | 録音     |
| 1979年     | 12月22日   | 関白宣言                                | 東宝映画 （東宝）                                                  | 録音     |
| 1981年     | 2月11日    | 帰ってきた若大将                        | 東宝映画 加山プロモーション （東宝）                               | 録音     |
| 1981年     | 11月7日    | 駅 STATION                              | 東宝映画 （東宝）                                                  | 録音     |
| 1982年     | 2月16日    | あゝ野麦峠 新緑篇                       | 東宝映画 （東宝）                                                  | 録音     |
| 1982年     | 12月18日   | ウィーン物語 ジェミニ・YとS             | 東宝映画 （東宝）                                                  | 録音     |
| 1983年     | 7月2日     | プルメリアの伝説 天国のキッス           | 東宝映画 サンミュージック （東宝）                                 | 録音     |
| 1984年     | 4月14日    | F2グランプリ                            | 東宝映画 （東宝）                                                  | 録音     |
| 1984年     | 12月15日   | ゴジラ                                  | 東宝映画 （東宝）                                                  | 録音     |
| 1985年     | 8月31日    | 宇宙からの帰還                          | フィルムリンク・インターナショナル 東和プロモーション （東宝東和） | 録音     |
| 1986年     | 4月19日    | ジャズ大名                              | 大映 （松竹）                                                      | 録音     |

### テレビ
| 期間          | 期間           | 番組名              | 制作（放送局）                | 役職 |
| ------------- | -------------- | ------------------- | ----------------------------- | ---- |
| 1971年1月5日  | 1971年12月28日 | 大忠臣蔵            | テレビ朝日 三船プロダクション | 録音 |
| 1973年4月3日  | 1973年12月25日 | 荒野の用心棒        | テレビ朝日 三船プロダクション | 録音 |
| 1974年10月1日 | 1977年3月29日  | 破れ傘刀舟 悪人狩り | テレビ朝日 三船プロダクション | 録音 |

## 受賞歴
| 受賞年 | 受賞名 | 受賞名           | 受賞名       |
| ------ | ------ | ---------------- | ------------ |
| 1969年 | 第23回 | 日本映画技術賞   | 録音賞       |
| 1982年 | 第5回  | 日本アカデミー賞 | 最優秀録音賞 |